# أخميم
أَخْمِيمُ مدينة مصرية في محافظة سوهاج وهي عاصمة مركز أخميم.

## تاريخ
هي قاعدة مركز أخميم، وهي من أقدم المدن المصرية، ذكر لها جوتييه في قاموسه عدة أسماء منها الأسماء المقدسة وهي: Khen Min أو Khenme Mik أو Khenti Min أو per Min اوMin ، وكلها تنسب إلى الإله (من) وهو إله الفلاحة عندهم.

واسمها المدني Apou والرومي أخميم، بانوبوليس نسبة إلى الإله Pan وهو إله الفلاحة عند الرومان، ومن اسم Khen Min المصري تكونت أسماء رومية أخرى وهي: Khemmou Khenim

واسمها القبطي Chemin أو Khmin ومنه اشتق اسمها العربي أخميم. 

وكانت قاعدة القسم التاسع بالوجه القبلي الذي يسمى Taqah khmin.

وذكرها أميلينو في جغرافيته فقال: إنها وردت في كتب القبط باسم Schmin ,Schmim, Eschmi وقد حرفت الشين إلى خاء، وهو تغيير مألوف، فصار أخميم وهو اسمها العربي؛ ثم قال: إن اسمها الرومي Panoplies ويقال لها Tpanyos .

ووردت أخميم في كتاب المسالك لابن خرداذبة، وفي كتاب البلدان لليعقوبي من كور مصر بالصعيد، وذكرها المقدسي في كتاب أحسن التقاسيم فقال: أخميم مدينة كثيرة النخيل ذات كروم ومزارع،

ثم ذكرها الإدريسي في نزهة المشتاق فقال: مدينة أخميم في شرق النيل وبها البناء المسمى بريا، وهي الآن باقية ثابتة (أي في القرن الخامس الهجري قبل أن تهدم).

ووردت في معجم البلدان باسم إخميم من قرى صعيد مصر. وفي قوانين ابن مماتي وفي تحفة الإرشاد من أعمال الأخميمية، ووردت في الانتصار فقال: أخميم بلدة قديمة واقعة في شرق النيل وبها آثار مبان قديمة، وهي مدينة الإقليم، وكان بها مقام الوالي، لأنها كانت مفردة بالولاية والآن يسكنها نائب الوجه القبلي وبها قاض وجامع قديم وعدة مدارس وبها أسواق وقياسر وفنادق وغير ذلك.

ووردت في تربيع سنة 933 هــ باسم أخميم، وفي تاريخ سنة 1231هـ باسمها الحالي القديم.

## الآثار
توجد بها آثار مدينة بانوبوليس الإغريقية القديمة. اشتهرت في العصر المسيحي بأديرتها الكثيرة. كانت في العصر العربي الأول عاصمة منطقة منفصلة عرفت منذ الفتح العربي بكور أخميم أي المدينة الرئيسية التي تتبعها أخريات، وكان يحدها شمالأً كورة قهقوة طهطا وجنوباً كورة قوص. واشتهرت أخميم حديثا بصناعة السكر والنسيج وهي من المواقع السياحية الهامة في مصر.

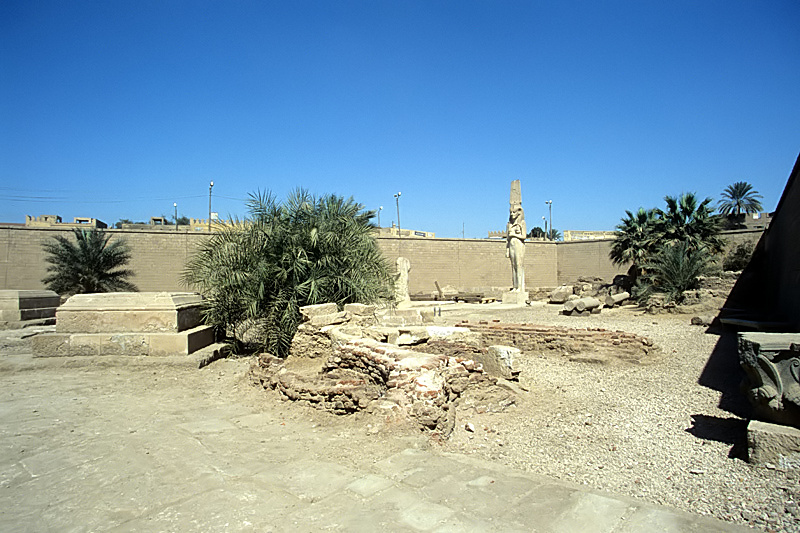
المتحف المكشوف بأخميم

وتحتوي أخميم على الكثير والكثير من الآثار الفرعونية، أهمها على الإطلاق تمثال ميريت آمون بمدينة أخميم، وقد سرق العديد منها من ذلك المركز اشترك في سرقتها الكثير من أصحاب السلطات في مركز أخميم.

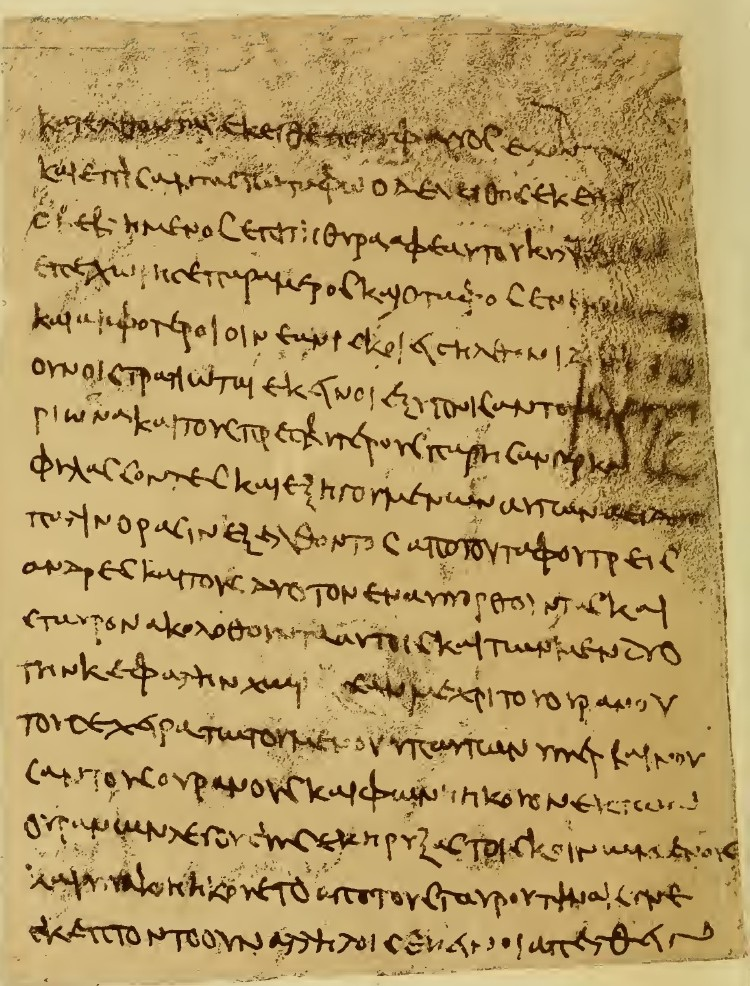
وثيقة أخميم بالإغريقية

## القرى
مركز أخميم به 14 قرية
نيدة _ آبار الملك _ آبار الوقف _ الصوامعة شرق_
نجوع الصوامعة شرق _ العزبة والعرب _ محروس (جزيرة) _ عرب الأطاولة _
الحواويش _ الديابات _ السلاموني _ الكولة _ العيساوية شرق _ الأحايوة شرق)

### جامع الأمير محمد

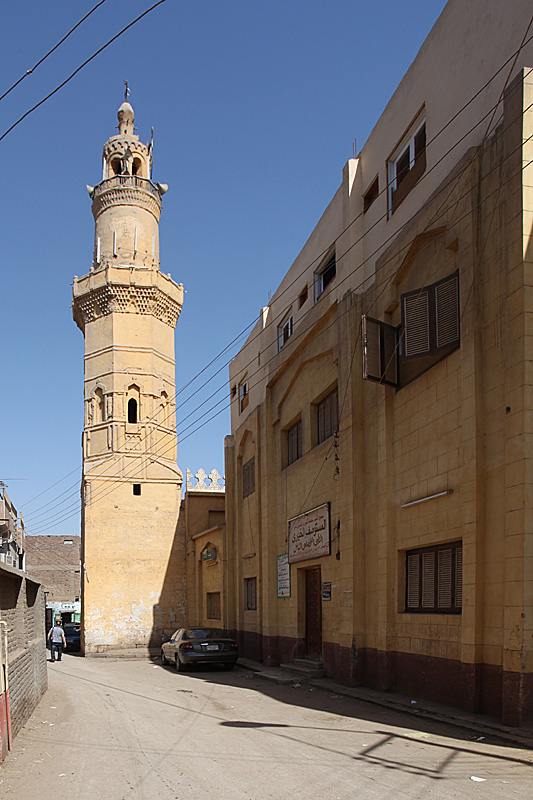
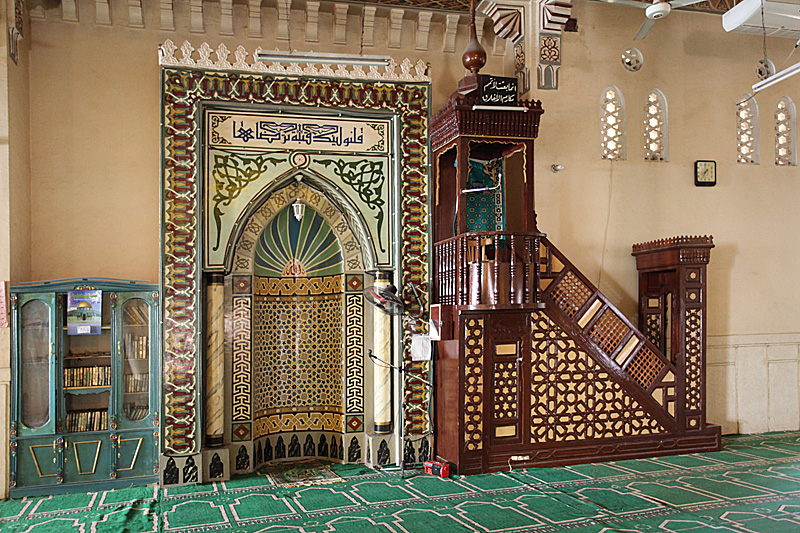
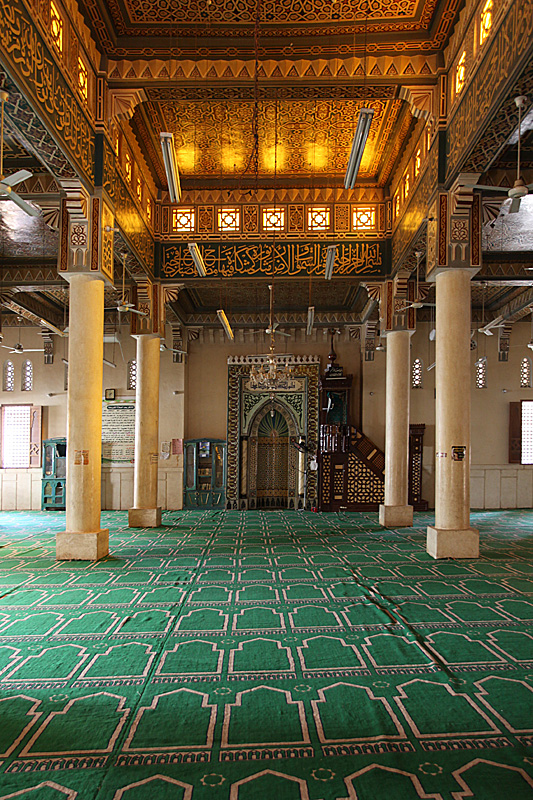
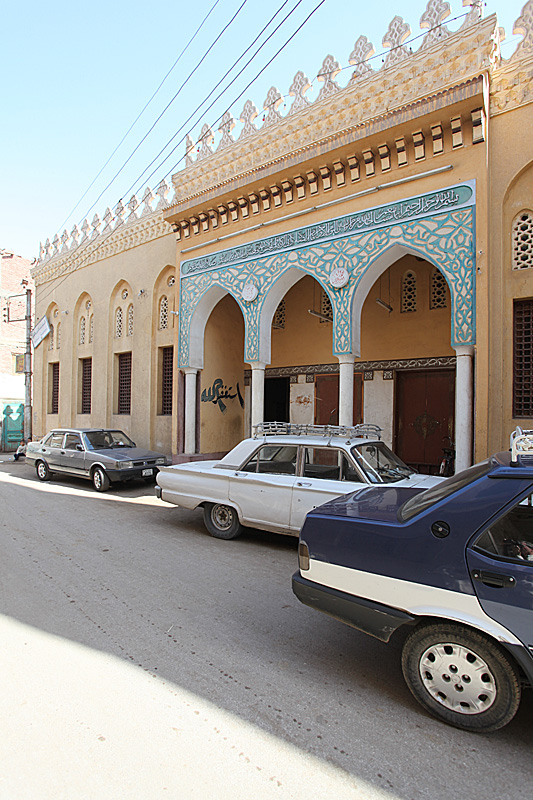

### جامع الأمير حسن

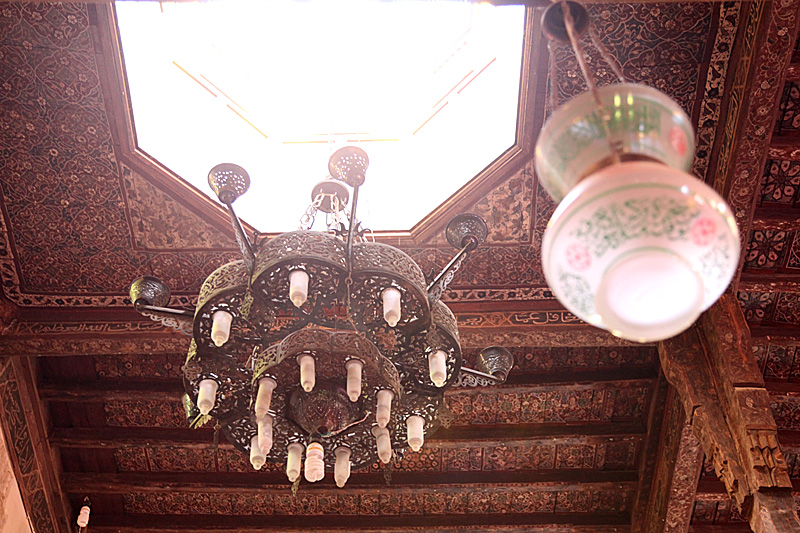
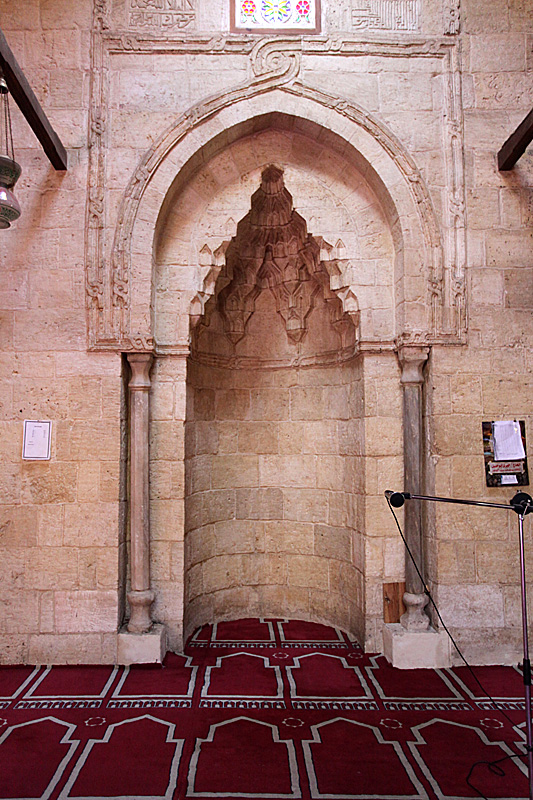
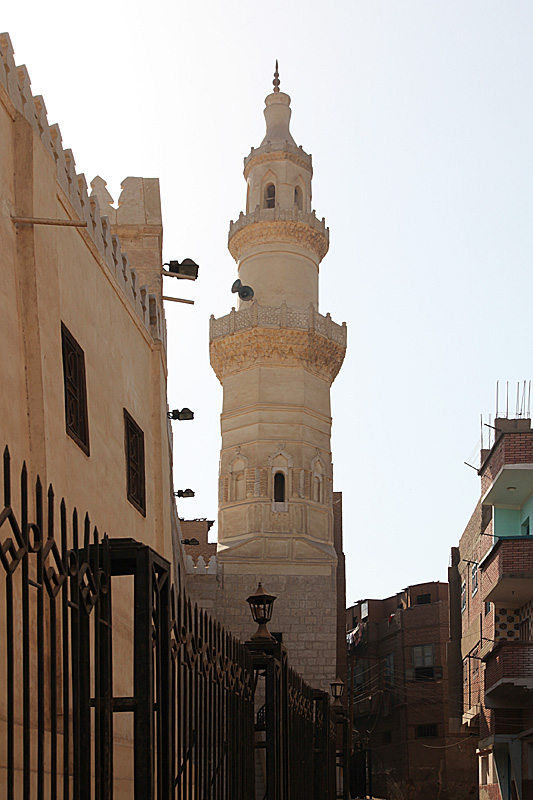
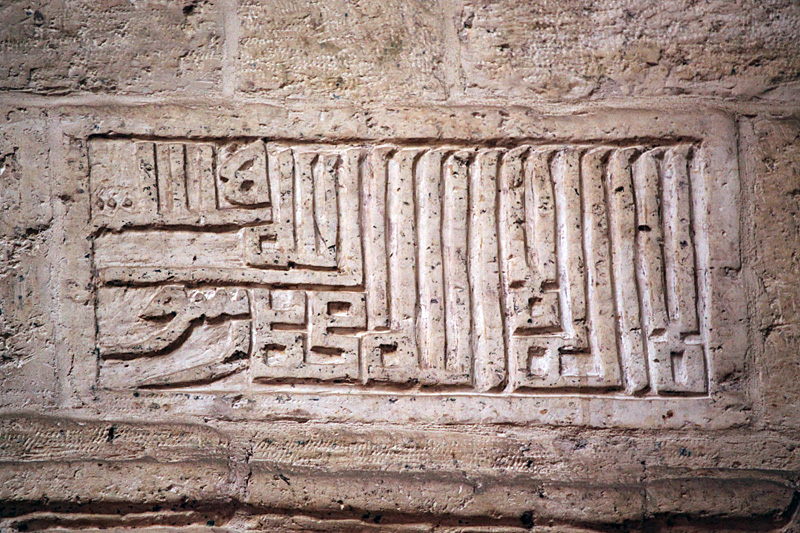
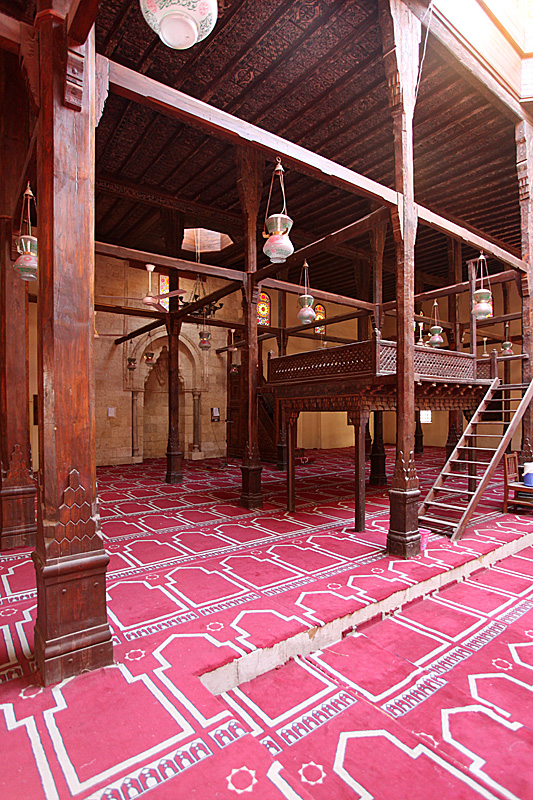
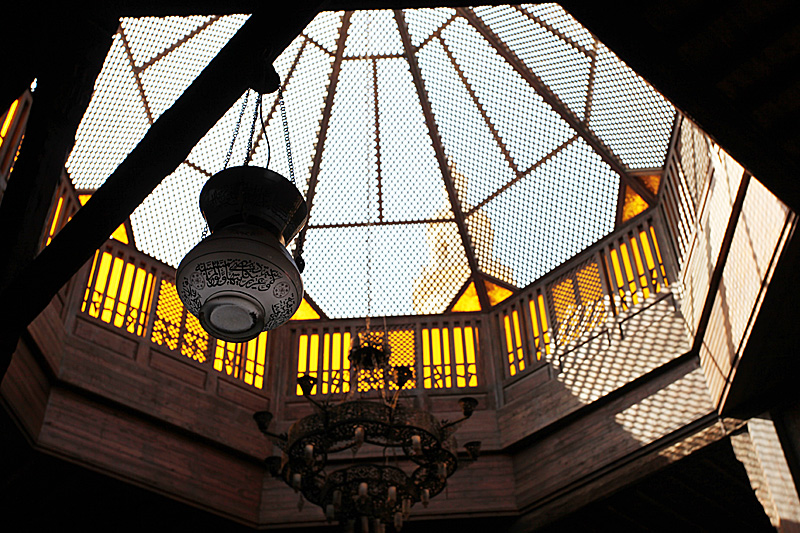
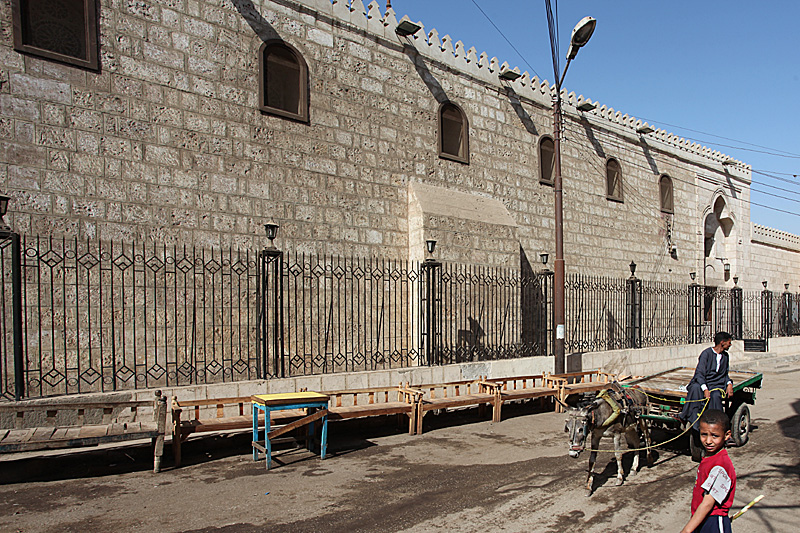

### كنيسة الشهيدة دميانة

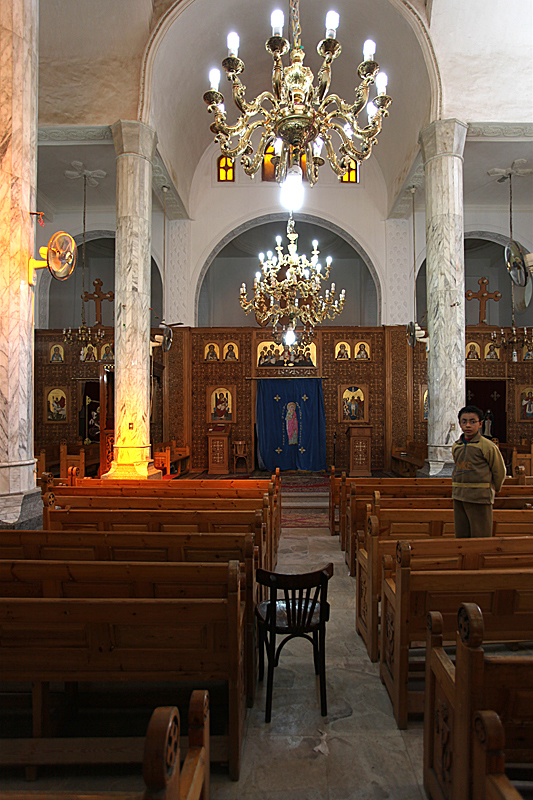
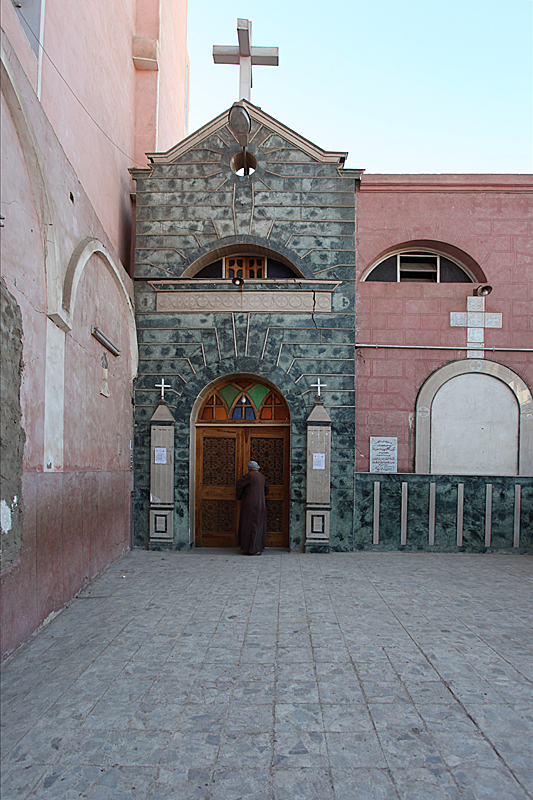

### كنيسة أبي سيفين

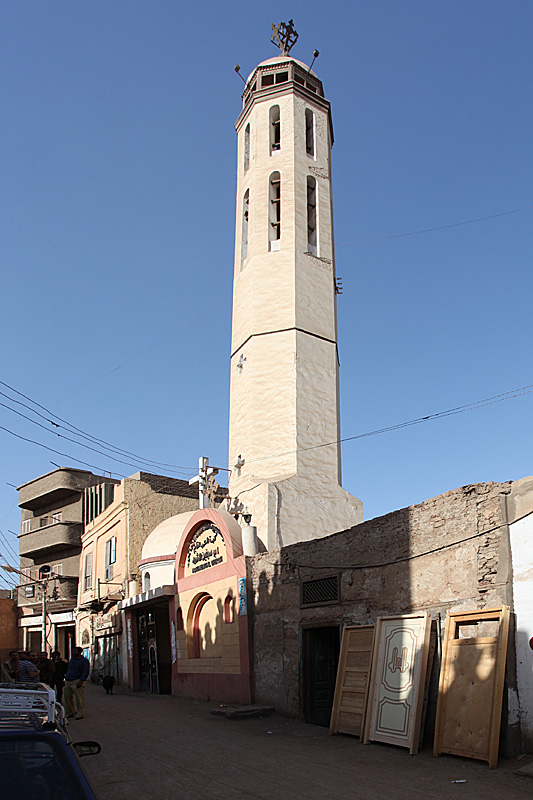
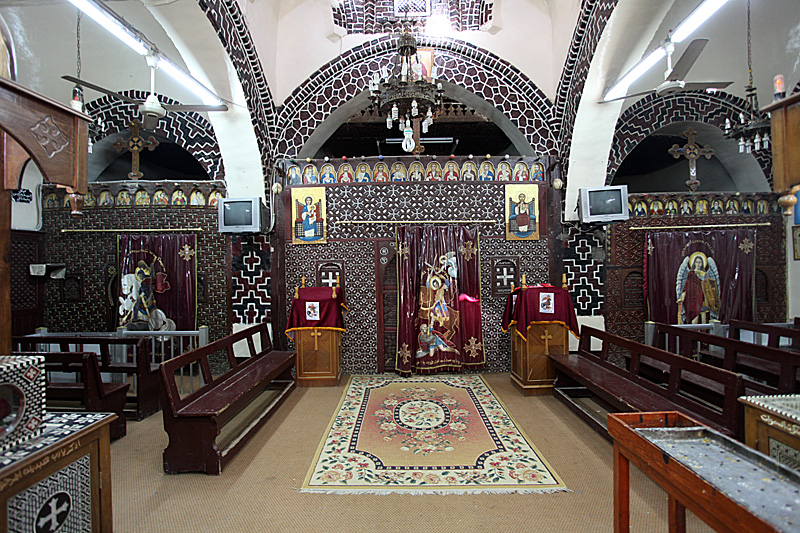
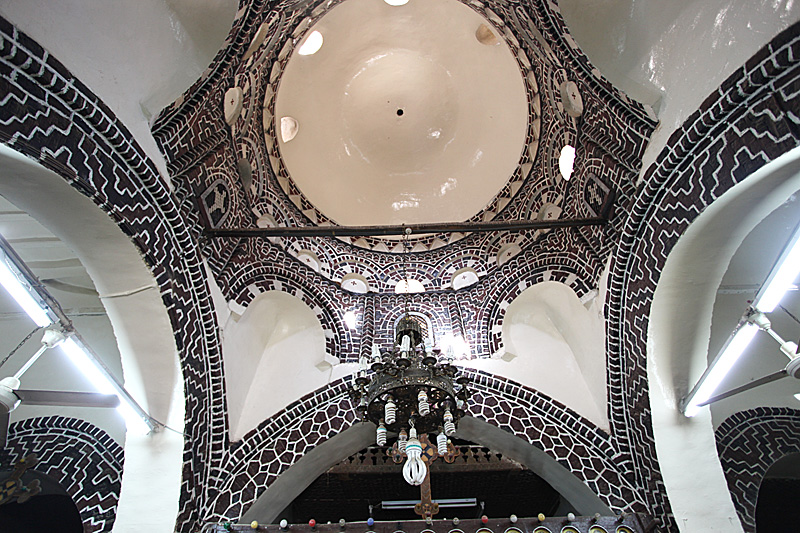
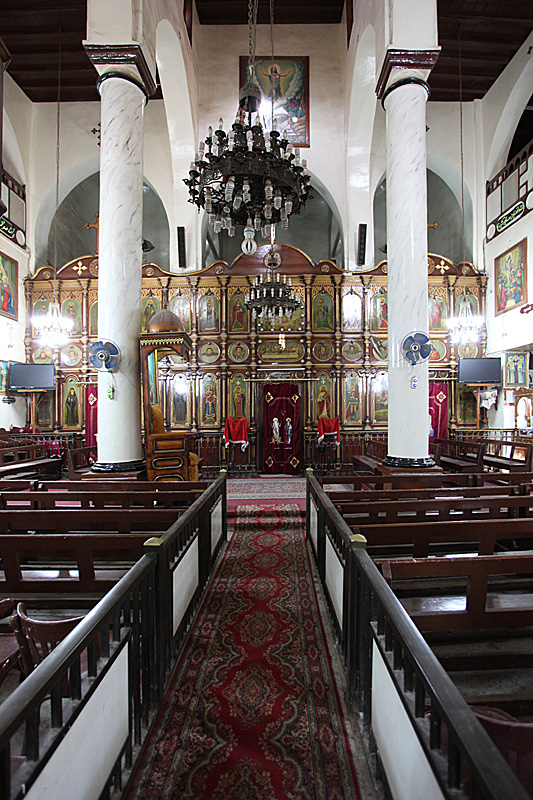
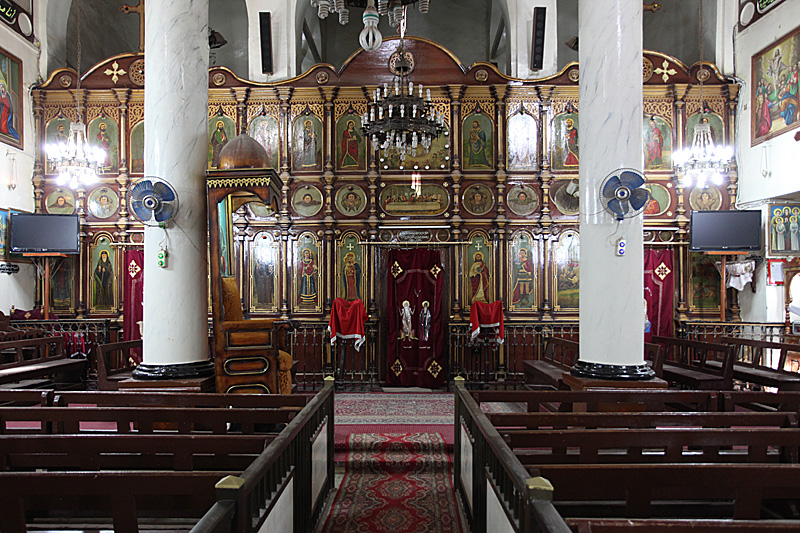
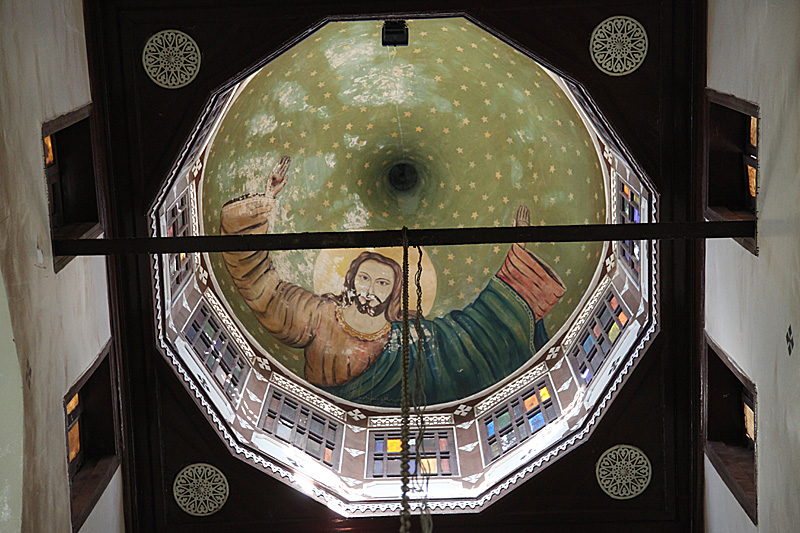
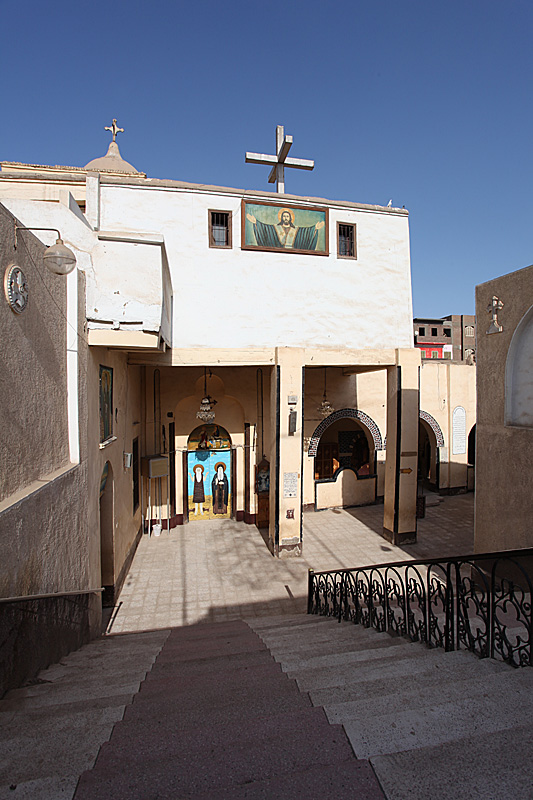